# Taffy Nivert
Mary Catherine „Taffy“ Nivert Danoff (* 25. Oktober 1944 in Washington, D.C.) ist eine US-amerikanische Songschreiberin und Sängerin. Bekanntheit erlangte sie als Mitglied der Starland Vocal Band sowie durch ihre Zusammenarbeit mit John Denver. Gemeinsam mit Denver und ihrem Ehemann Bill Danoff schrieb sie 1971 den Country-Song Take Me Home, Country Roads, für den sie auch die Backing Vocals sang.

## Leben
Taffy Nivert begann ihre Laufbahn als Sängerin der Radiostation ihrer High School in Washington. Während eines Auftritts in einer Bar im Stadtteil Georgetown wurde sie entdeckt und war fortan Teil einer Band, in der auch ihr späterer Ehemann Bill Danoff sang. Ende der 1960er-Jahre gründete das Paar die Folkband Fat City. In den folgenden Jahren entstanden vier Studioalben.
1970 begann Bill Danoff an einem Country-Song mit dem Titel Take Me Home, Country Roads zu arbeiten. Das Ehepaar beschloss, den noch unvollständigen Song an Johnny Cash zu verkaufen. Nachdem Fat City im Dezember 1970 jedoch als Vorgruppe für John Denver auftrat, änderten Nivert und Danoff ihre Meinung. Bei einem Besuch Denvers in der gemeinsamen Wohnung der beiden wurde das Lied schließlich von allen drei Beteiligten fertiggestellt. Bei den Aufnahmen für Take Me Home, Country Roads ist Taffy Nivert zudem als Background-Sängerin zu hören. Der Titel erschien im April 1971 auf Denvers Album Poems, Prayers & Promises und wurde zu seinem größten Erfolg.
1972 heiratete Taffy Nivert ihren langjährigen Partner Bill Danoff. 1976 gründete das Ehepaar gemeinsam mit zwei weiteren Musikern die Starland Vocal Band. Größter Erfolg der Band wurde der 1976 veröffentlichte und von Bill Danoff verfasste Song Afternoon Delight. Nach mehreren Alben löste sich die Band im Jahr 1981 auf. Die Ehe zwischen Nivert und Danoff wurde später geschieden.
Taffy Nivert lebte bis 2011 in ihrer Geburtsstadt Washington. Ihr heutiger Wohnsitz befindet sich in Safety Harbor, Florida.